# The Wall: Music from the Film
The Wall: Music from the Film è un singolo del gruppo musicale britannico Pink Floyd, pubblicato nel 1982.

## Tracce
Testi e musiche di Roger Waters.
1. When the Tigers Broke Free – 3:00
2. Bring The Boys Back Home – 1:49

## Brani
Il brano When the Tigers Broke Free venne pubblicato come singolo in occasione dell'uscita del film Pink Floyd The Wall del quale fa parte della colonna sonora ma non compare nell'album The Wall. Nel film appare diviso in due parti: la prima fa da sfondo alla scena in cui il padre di Pink pulisce le canne della pistola, mentre la seconda parte quando il piccolo Pink trova nel mobile della camera di sua madre le condoglianze del Re per la morte in guerra del marito. Il brano apparirà successivamente nel 2001 nella raccolta Echoes: The Best of Pink Floyd e nella rimasterizzazione del 2004 di The Final Cut, inserita tra One of the Few e The Hero's Return. Si tratta di un brano  autobiografico che racconta un episodio dello sbarco di Anzio del 18 febbraio 1944, durante il quale trovò la morte Eric Fletcher Waters, padre di Roger Waters.
Il brano Bring the Boys Back Home, ritenuto dall'autore il centro della storia raccontata nell'album The Wall è una versione diversa da quella che appare nell'album del 1979; inizia sulle ultime note di Vera con un rullare di tamburi; dopo otto squilli di tromba inizia la parte cantata di Waters, accompagnato dall'orchestra e dal coro.

## Video musicale
Per Bring the Boys Back Home è stato realizzato anche un videoclip. Il filmato è il seguito di quello di Vera. Pink, triste e deluso dal fatto che suo padre non è ritornato dalla guerra, gira tra la folla che, all'improvviso, comincia a cantare esultante i versi di Bring the Boys Back Home. Ad accompagnare il coro si vede una banda che, mentre cammina attraverso il fumo prodotto dal treno, si trasforma in un plotone in marcia. Il filmato finisce con alcune immagini che mostrano dei soldati in marcia e altri in una trincea.

## Formazione
- Roger Waters – voce
- Orchestra condotta e arrangiata da Michael Kamen
- The Pontardulais Male Voice Choir, condotto da Noel Davis